# Jaume Carbonero Malbertí
Jaume Carbonero Malbertí és un polític mallorquí del Partit Socialista de les Illes Balears. Va néixer a Palma el 3 d'agost de 1951.
És arquitecte i especialista en urbanisme. Ha fet feina d'arquitecte municipal de Pollença i és professor de dret urbanístic de la Universitat de les Illes Balears. Després de les eleccions municipals espanyoles de 1983 fou nomenat tinent de batle d'urbanisme de l'ajuntament de Palma. Fou elegit diputat a les eleccions al Parlament de les Illes Balears de 1987, encara que renuncià el 1989.
Fou director general d'Arquitectura i Habitatge de 1999 a 2003 i el juliol de 2007 va ser nomenat pel president del Govern de les Illes Balears, Francesc Antich, conseller d'Habitatge i Obres Públiques de l'executiu balear. Fou escollit novament diputat a les eleccions al Parlament de les Illes Balears de 2011, i de 2011 a 2015 fou portaveu del grup socialista de la Comissió de Territori i vicepresident de la Comissió d'IB3.